# Переход (Речицкий район)
Переход (бел. Пераход) — упразднённая деревня в Белоболотском сельсовете Речицкого района Гомельской области Белоруссии.
На юге, востоке и севере граничит с лесом.

## География

### Расположение
В 39 км на северо-восток от Речицы, 15 км от железнодорожной станции Сенозавод (на линии Гомель — Калинковичи), 55 км от Гомеля.

## Транспортная сеть
Транспортные связи по просёлочной, затем автомобильной дороге Калинковичи — Гомель. Застроена редко, деревянными усадьбами.

## История
Основана в начале XX века переселенцами из соседних деревень. Наиболее активная застройка приходится на 1920 год. В 1926 году в Уваровичском районе Гомельского округа. В 1930 году организован колхоз «Красный малинник», работали конная круподёрка и ветряная мельница. 5 жителей погибли на фронтах Великой Отечественной войны. Согласно переписи 1959 года в составе совхоза «Речица» (центр — деревня Белое Болото).
12 августа 2011 года деревня Кузьминка упразднена.

## Население

### Численность
- 2004 год — 5 хозяйств, 7 жителей.

### Динамика
- 1926 год — 44 двора, 210 жителей.
- 1959 год — 124 жителя (согласно переписи).
- 2004 год — 5 хозяйств, 7 жителей.